# Nicolaus Kern

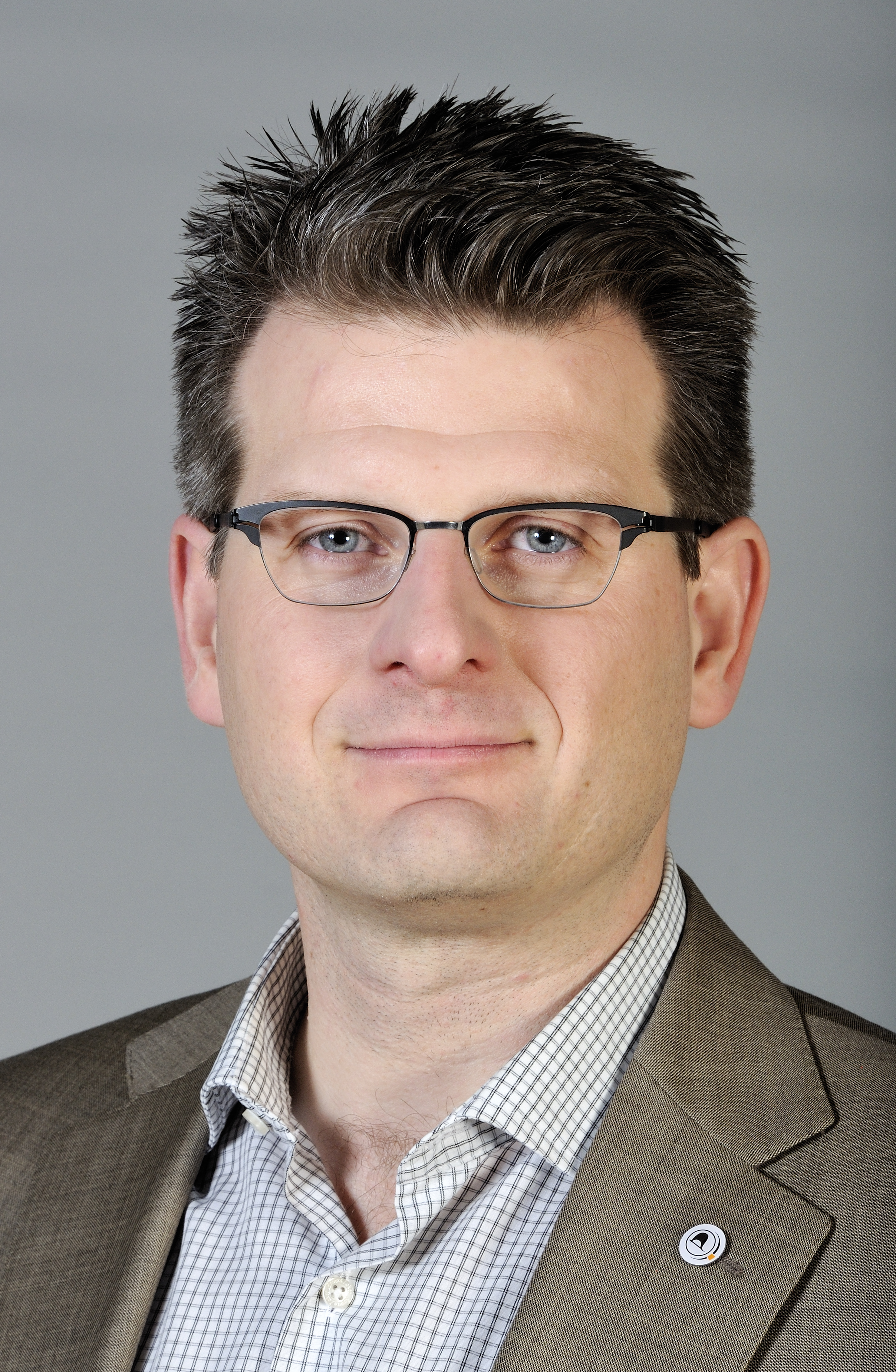
Nicolaus Kern (2013).

Nicolaus „Nico“ Kern (* 21. September 1972 in Köln) ist deutscher Politiker (Piratenpartei Deutschland) und Rechtsanwalt. Von 2012 bis 2017 war er Mitglied des Landtags von Nordrhein-Westfalen und dort Vorsitzender des Ausschusses für Europa und Eine Welt sowie Mitglied des Rechtsausschusses, später auch des Haushalts- und Finanzausschusses und des WestLB-Untersuchungsausschusses. Zudem war er Europapolitischer Sprecher der Piratenfraktion im Landtag und zwischenzeitlich deren Parlamentarischer Geschäftsführer.

## Leben
Nach seinem Abitur 1992 absolvierte Kern zunächst eine Banklehre bei der Deutschen Bank in Köln. Danach studierte er dann ebenfalls in Köln Jura. Nach erstem und zweitem Staatsexamen wurde er 2003 als Anwalt zugelassen.
Im Mai 2009 wurde Kern politisch für die Piratenpartei aktiv. Kurz darauf trat er der Partei bei. Zunächst aktiv in Viersen und Mönchengladbach, war er Mitbegründer der Crew Nierspiraten. Im November 2009 wurde er zum Spitzenkandidat der Piratenpartei Nordrhein-Westfalen für die Landtagswahl in Nordrhein-Westfalen 2010 gewählt.

## Abgeordnetentätigkeit
Bei der vorgezogenen Neuwahl am 13. Mai 2012 zog er als Listenkandidat der Piratenpartei in den Landtag von Nordrhein-Westfalen ein und gründete gemeinsam mit 19 weiteren Abgeordneten die Piratenfraktion im Landtag NRW.
Dort war er zunächst ordentliches Mitglied im Rechts- und Europaausschuss und bis März 2016 auch dessen Vorsitzender. In dieser Zeit brachte er den ersten Antrag überhaupt auf Erhebung einer Subsidiaritätsrüge in den nordrhein-westfälischen Landtag ein. Weitere parlamentarische Initiativen betrafen die Einführung einer europäischen Arbeitslosenversicherung,   die Vorratsdatenspeicherung, die mögliche Privatisierung der Trinkwasserversorgung durch das Freihandelsabkommen TTIP, die Unabhängigkeit der nordrhein-westfälischen Staatsanwaltschaften und ein EU-Vertragsverletzungsverfahren gegen das Vereinigte Königreich, Er trat gegen die Einführung einer Schuldenbremse in NRW ein und gegen (Teil-)Privatisierungen von Bundesautobahnen im Rahmen der Neuregelung des Bund-Länder-Finanzausgleichs.
Zusammen mit einem weiteren Abgeordneten der Piratenpartei, Dirk Schatz und dem Düsseldorfer Rechtsanwalt und ehemaligen Piratenparteimitglied Udo Vetter zeigte er den damaligen NRW-Finanzminister Norbert Walter-Borjans wegen des Ankaufs der Steuersünder-CDs an.
Mit Ende der Wahlperiode am 31. Mai 2017 schied Kern aus dem Landtag aus; er trat zur Landtagswahl 2017 nicht erneut an.